# Random 1–8
Albums de Muse
Showbiz
(1999) Origin of Symmetry
(2001)
Random 1–8 est le troisième extended play de groupe Muse. Cet EP a été commercialisé qu'au Japon le 4 octobre 2000 pour promouvoir la tournée de l'époque. Ce troisième opus contient 6 B-sides enregistrées pendant la période Showbiz et 2 chansons live. La dernière piste contient 3 remixes cachés.
Une première version de l'EP est disponible dans la version festival de l'album Showbiz, sorti uniquement au Benelux sauf que les 3 remixes cachés de Sunburn, ne sont pas sur cette version.

## Liste des chansons
Toutes les chansons sont écrites et composées par Matthew Bellamy.
| No  | Titre                                              | Durée             |
| --- | -------------------------------------------------- | ----------------- |
| 1.  | Host                                               | 4:18              |
| 2.  | Coma                                               | 3:36              |
| 3.  | Pink Ego Box                                       | 3:30              |
| 4.  | Forced In                                          | 5:12              |
| 5.  | Agitated                                           | 2:26              |
| 6.  | Yes Please                                         | 3:07              |
| 7.  | Fillip (live)                                      | 3:45              |
| 8.  | Do We Need This? (live)                            | 4:15 (live) 26:25 |
| 9.  | Sunburn (Timo Maas Sunstroke Mix, hidden track)    | 6:45              |
| 10. | Sunburn (Timo Maas Breakz Again Mix, hidden track) | 5:07              |
| 11. | Sunburn (Steven McCreery Mix; hidden track)        | 7:45              |

Total : 51:58 (version EP) , 30:05 (première version)